# Herbert Kund
Karl Alfred Herbert Kund (* 11. Juni 1878 in Glogau; † nach 1925) war ein deutscher Offizier, Jäger und Afrikareisender.

## Leben
Am 13. März 1897 wurde Kund Leutnant im 5. Badischen Infanterie-Regiment Nr. 113. Ab dem 29. September 1902 besucht er die Hausa-Klasse des Seminars für Orientalische Sprachen in Berlin. Im August 1903 schied Kund aus der Preußischen Armee aus und wurde in der Schutztruppe der Kolonie Kamerun angestellt.
Nach seinem Eintreffen in Kamerun war Kund der Stammkompanie in Duala zugeordnet. 1904 wurde er in die Residentur der Deutschen Tschadseeländer kommandiert. Hier begleitete er im Februar und März 1904 eine Expedition durch das Gebiet der Musgum. Kund errichtete und leitete den Residenturposten Bongor am Logone. Er bestieg als erster Europäer das Dauagebirge südwestlich von Bongor. Von Dezember 1904 bis Februar 1905 schickte ihn das Gouvernement von Kamerun auf eine Erkundung des deutsch-französischen Grenzgebiets zwischen den Tuburi - Sümpfen und dem Schari.
1907 reiste Kund aus gesundheitlichen Gründen nach Deutschland zurück und schied aus der Schutztruppe aus. Sein Abschied wurde am 15. Juni 1907 bewilligt. Nachfolgend bereiste Kund auch die Kolonie Deutsch-Südwestafrika. Während des Ersten Weltkriegs wurde er als z.D.-Offizier wiederverwendet und bekleidete zuletzt den Dienstgrad als Hauptmann. 1924 lebte er in Karlsruhe und ab 1926 in Berlin. 
Herbert Kund war ein Neffe des Afrikaforschers Richard Kund.

## Werke (Auswahl)
- Im Entenschnabel. Reise- und Jagderinnerungen aus Alt-Kamerun. Neumann, Neudamm 1931.